# Dobczyce
Dobczyce est une ville de Pologne, située dans le sud du pays, dans la voïvodie de Petite-Pologne. Elle est le chef-lieu de la gmina de Dobczyce, dans le powiat de Myślenice.